# 根纳季·日德科
根纳季·瓦列里耶维奇·日德科（俄语：Геннадий Валериевич Жидко，1965年9月12日—2023年8月16日）是俄罗斯联邦武装力量上将。2017年，他因担任俄罗斯支援叙利亚政府军事力量参谋长而获得“俄罗斯联邦英雄”称号。此后，他负责指挥东部军区并领导俄罗斯联邦武装力量军事政治总局。
2022年5月下旬，根纳季·日德科被报道担任俄罗斯入侵乌克兰的俄军指挥，以取代亚历山大·德沃尔尼科夫。2022年10月，日德科的职位又被谢尔盖·苏罗维金所取代。

## 早年境况
根纳季·日德科于1965年9月12日出生在前苏联乌兹别克苏维埃社会主义共和国的扬吉阿巴德。

## 死亡讯息
2023年8月16日，根纳季·瓦列里耶维奇·日德科因病于莫斯科辞世，享年57岁。